# Hans Brunke
Hans Brunke (* 1. Oktober 1904 in Berlin; † 6. März 1985) war ein deutscher Fußballspieler. Der Defensivspieler hat mit seinem Verein Tennis Borussia Berlin von 1929 bis 1932 an vier Endrunden um die deutsche Fußballmeisterschaft teilgenommen und dabei sieben Spiele absolviert. Von 1927 bis 1931 hat er sieben Länderspiele in der deutschen Fußballnationalmannschaft bestritten.

## Karriere

### Vereine
Der Heimatverein des gelernten Kaufmannes war Tennis Borussia Berlin, er spielte bis weit in die 1930er Jahre für den Verein aus dem Bezirk Charlottenburg. In der Saison 1931/32 wurde Brunke mit den lila-weißen „Veilchen“ Meister von Berlin/Brandenburg. Mit TeBe scheiterte er aber im Mai 1932 in der Endrunde um die deutsche Meisterschaft durch eine 1:3-Niederlage an Eintracht Frankfurt. In die Endrunden 1929, 1930 und 1931 war er mit Tennis Borussia jeweils als Brandenburger Vizemeister eingezogen. Herausragende Mitspieler waren für Brunke die Kollegen Heinz Emmerich, Erich Kauer, Otto Martwig, Willi Handschuhmacher und Herbert Pahlke. An der Vormachtstellung von Hertha BSC im Berlin-Brandenburger Fußball um deren Star Johannes Sobeck konnten sie aber nichts ändern.

### Auswahl-/Nationalmannschaft
Der Abwehrspieler, der vornehmlich auf der linken Seite spielte, wurde in den Jahren 1927 bis 1931 insgesamt sieben Mal in die deutsche Nationalmannschaft berufen. In seinem ersten Länderspiel verlor die deutsche Mannschaft mit neun Debütanten gegen Dänemark mit 1:3 Toren; es folgten sein einziger Sieg im Oktober 1927 in Hamburg-Altona gegen Norwegen (6:2) und danach zwei Jahre Länderspielpause. 1929 und 1930 kam er zu einem Länderspieleinsatz, ehe er 1931 zu drei weiteren Länderspieleinsätzen kam. Als die Nationalmannschaft am 17. Juni 1931 in Stockholm ein torloses 0:0-Remis gegen Schweden erreichte, wurde das Verteidigerpaar mit Emmerich und Brunke von TeBe gebildet. Vier Tage später, am 21. Juni in Oslo gegen Norwegen, waren die zwei Berliner wiederum beim 2:2 gemeinsam für Deutschland im Einsatz. In seinem letzten Länderspiel am 13. September 1931 in Wien verlor die deutsche Mannschaft gegen das österreichische Wunderteam mit 0:5 Toren.
Er wurde daneben in 58 Spielen in der Berliner oder Brandenburger Auswahl eingesetzt. 1929 gewann er am 28. April mit Brandenburgs Auswahl den Bundespokal mit einem 4:1-Finalsieg gegen Norddeutschland. Paul Gehlhaar von Hertha BSC stand im Tor und Emmerich und Brunke standen in der Verteidigung. Am 9. März 1930 verloren die Berliner als Titelverteidiger das Endspiel mit 0:2 Toren in Altona gegen die Auswahl von Norddeutschland.